# Irina Pando
Irina Pando (geboren am 24. Juli 1995 in Zürich als Irina Brütsch) ist eine ehemalige Schweizer Fussballspielerin.

## Werdegang

### Vereinskarriere
Pando spielte seit ihrer Jugend beim FC Zürich. Am 1. Dezember 2012 kam sie erstmals in einem Meisterschaftsspiel der ersten Mannschaft zum Einsatz. In der Saison 2013/14 gehörte sie zum festen Kader der ersten Mannschaft und kam in 10 Spielen zum Einsatz, wobei sie drei Tore schoss. Der FC Zürich gewann am Ende der Saison die Meisterschaft. In der darauffolgenden Saison 2014/15 spielte Pando jedoch wieder für die U-21 in der Nationalliga B. 2015 wechselte sie in die USA zum College Soccer bei den East Tennessee State Buccaneers.
2017 kehrte sie in die Schweiz zurück und spielte fortan für den FC Luzern. In der Saison 2018/19 war sie gemeinsam mit vier anderen Spielerinnen Torschützenkönigin der Super League. 2021 gewann sie mit dem FC Luzern den Schweizer Cup. Im Final bezwangen die Luzernerinnen den favorisierten FC Zürich.
2021 erfolgte der Wechsel zu Bayer Leverkusen in die Bundesliga. Auf die Saison 2022/23 hin unterschrieb Pando wieder bei ihrem Stammverein FC Zürich.
Pando beendete ihre Karriere nach Ende der Saison 2022/23. Ihr letztes Spiel war der Playoff-Final gegen Servette Genf, den die FCZ Frauen mit 3:0 gewannen.

### Nationalmannschaften
Pando spielte für das Schweizer U-19-Nationalteam. Das erste Aufgebot für das A-Nationalteam erhielt sie im Oktober 2018. Erstmals eingesetzt wurde sie bei ihrem vierten Aufgebot am 4. März 2019 während des Algarve-Cups beim 3:1-Sieg gegen Portugal.

### Spielertyp
Pando wurde erst beim FC Luzern Angreiferin. Bis zur U-18 war sie Torhüterin, danach Innenverteidigerin, Aussenverteidigerin und Mittelfeldspielerin. Pando verfügte über einen schnellen Antritt und galt als technisch begabt.

## Erfolge
- 2014 – Schweizer Meister mit dem FC Zürich
- 2021 – Schweizer Cup mit dem FC Luzern
- 2023 – Schweizer Meister mit dem FC Zürich

## Privates
Pando wurde als Irina Brütsch geboren. Den Namen Pando nahm sie nach ihrer Heirat 2019 an.